# Epicrionops bicolor
Epicrionops bicolor är en groddjursart som beskrevs av George Albert Boulenger 1883. Epicrionops bicolor ingår i släktet Epicrionops och familjen Rhinatrematidae. IUCN kategoriserar arten globalt som livskraftig. Inga underarter finns listade i Catalogue of Life.